# Graphium milon
Graphium milon är en fjärilsart som först beskrevs av Felder 1864.  Graphium milon ingår i släktet Graphium och familjen riddarfjärilar. Inga underarter finns listade i Catalogue of Life.